# Parlamentswahl in Finnland 1991
- VAS: 19
- SDP: 48
- VIHR: 10
- SMP: 7
- RKP: 12
- LKP: 1
- KESK: 55
- KOK: 40
- SKL: 8

Die Parlamentswahl in Finnland 1991 fand am 17. März 1991 statt. Es war die Wahl zum 31. finnischen Parlament.
Die Zentrumspartei unter Esko Aho konnte ihren Stimmenanteil um 7,2 Prozentpunkte ausbauen und wurde stärkste Kraft vor der Sozialdemokratischen Partei. Die Nationale Sammlungspartei musste die größten Verluste hinnehmen.

## Teilnehmende Parteien
Es traten 17 verschiedene Parteien zur Wahl an.
Folgende Parteien waren bereits im Parlament vertreten:
| Partei | Partei | Ausrichtung        | Spitzenkandidat   |
| ------ | --- | ------------------ | ----------------- |
|        | Sozialdemokratische Partei Finnlands Suomen Sosialidemokraattinen Puolue (SDP) Finlands Socialdemokratiska Parti | sozialdemokratisch | Pertti Paasio     |
|        | Nationale Sammlungspartei Kansallinen Kokoomus (KOK) Samlingspartiet                                             | konservativ        | Ilkka Suominen    |
|        | Finnische Zentrumspartei Suomen Keskusta (KESK) Centern i Finland                                                | sozialliberal      | Esko Aho          |
|        | Linksbündnis Vasemmistoliitto (VAS) Vänsterförbundet                                                             | sozialistisch      | Claes Andersson   |
|        | Finnische Landpartei Suomen Maaseudun Puolue (SMP) Finlands Landsbygdsparti                                      | zentristisch       | Heikki Riihijärvi |
|        | Schwedische Volkspartei Ruotsalainen Kansanpuolue (RKP) Svenska Folkpartiet (SFP)                                | liberal            | Ole Norrback      |
|        | Christlicher Bund Finnlands Suomen Kristillinen Liitto (SKL) Finlands Kristliga Förbund                          | christdemokratisch | Bjarne Kallis     |
|        | Grüner Bund Vihreä Liitto (VIHR) Gröna Förbundet                                                                 | grün               | Heidi Hautala     |

## Wahlergebnis
Die Wahlbeteiligung lag bei 68,4 Prozent und damit 3,7 Prozentpunkte unter der Wahlbeteiligung bei der letzten Parlamentswahl im Jahr 1987.
| Partei | Partei                                                            | Stimmen   | Stimmen | Stimmen | Sitze  | Sitze |
| Partei | Partei                                                            | Anzahl    | %       | +/−     | Anzahl | +/−   |
| --- | ----------------------------------------------------------------- | --------- | ------- | ------- | ------ | ----- |
| | Finnische Zentrumspartei (KESK)                                   | 676.717   | 24,83   | +7,21   | 55     | +15   |
| | Sozialdemokratische Partei Finnlands (SDP)                        | 603.080   | 22,12   | −2,02   | 48     | −8    |
| | Nationale Sammlungspartei (KOK)                                   | 526.487   | 19,31   | −3,82   | 40     | −13   |
| | Linksbündnis (VAS)                                                | 274.639   | 10,08   | +0,69   | 19     | +3    |
| | Grüner Bund (VIHR)                                                | 185.894   | 6,82    | +2,79   | 10     | +6    |
| | Schwedische Volkspartei (RKP)                                     | 149.476   | 5,48    | +0,18   | 11     | −1    |
| | Finnische Landpartei (SMP)                                        | 132.133   | 4,85    | −1,47   | 7      | −2    |
| | Christlicher Bund Finnlands (SKL)                                 | 83.151    | 3,05    | +0,47   | 8      | +3    |
| | Liberale Volkspartei (LKP)                                        | 21.210    | 0,78    | −0,19   | 1      | +1    |
| | Frauenpartei (NAISP)                                              | 12.725    | 0,47    | +0,47   | —      | —     |
| | Rentnerpartei Finnlands (SEP)                                     | 10.762    | 0,39    | −0,82   | —      | —     |
| | Konstitutionelle Rechtspartei (POP)                               | 7.599     | 0,28    | +0,17   | —      | —     |
| | Kommunistische Arbeiterpartei (KTP)                               | 6.201     | 0,23    | +0,23   | —      | —     |
| | Unabhängige Neutrale Rentner aus Finnland (RSES)                  | 5.230     | 0,19    | +0,19   | —      | —     |
| | Grüne                                                             | 3.835     | 0,14    | +0,14   | —      | —     |
| | Menschlichkeitspartei (IPU)                                       | 2.831     | 0,10    | +0,10   | —      | —     |
| | Partei der Gemeinsamen Verantwortung der Rentner und Grünen (EVY) | 2.807     | 0,10    | +0,10   | —      | —     |
| | Sonstige**                                                        | 21.141    | 0,78    | −0,18   | 1      | —     |
| Gesamt | Gesamt                                                            | 2.725.918 | 100,00  |         | 200    |       |
| Gültige Stimmen | Gültige Stimmen                                                   | 2.725.918 | 98,16   |         |        |       |
| Ungültige Stimmen | Ungültige Stimmen                                                 | 51.066    | 1,84    |         |        |       |
| Wahlbeteiligung | Wahlbeteiligung                                                   | 2.776.984 | 68,39   |         |        |       |
| Wahlberechtigte | Wahlberechtigte                                                   | 4.060.778 | 100,00  |         |        |       |
| Quelle: |                                                                   |           |         |         |        |       |
| Anmerkungen: * Vergleichswert: Wahlergebnis der Demokratischen Union des Finnischen Volkes (SKDL) 1987 ** 6.546 Stimmen für die Liste C (Liberale für Åland, Ålands Freisinnige und Ålands Grüne), die das Mandat erhielt. |                                                                   |           |         |         |        |       |

## Nach der Wahl
Esko Aho vom Zentrum bildete eine Mitte-rechts-Koalition zusammen mit der konservativen Nationalen Sammlungspartei, der Schwedischen Volkspartei und der Christlichen Union.
Übersicht der Kabinette:
1. Kabinett Aho – Esko Aho (Zentrum) – Regierung aus Zentrum, Sammlungspartei, Schwedischer Volkspartei und Christlicher Union (26. April 1991 bis 13. April 1995)